# Pontederia triflora
Pontederia triflora là một loài thực vật có hoa trong họ Pontederiaceae. Loài này được (Seub.) G.Agostini, D.Velázquez & J.Velásquez miêu tả khoa học đầu tiên năm 1984.